# Iglesia de la Purísima Concepción (Hornachos)
La Iglesia parroquial de la Purísima Concepción de Hornachos es un templo católico situado en el municipio español de Hornachos, perteneciente a la provincia de Badajoz (comunidad autónoma de Extremadura). El pueblo y su zona se asienta sobre la ladera de sur de la Sierra de Hornachos, en un emplazamiento de extraordinaria belleza paisajística, entre dos valles rodeados monte bajo y de dehesa. Este macizo rocoso separa orográficamente la Tierra de Barros y La Serena.

## El interior
Es una obra mudéjar reconstruida en la época de los Reyes Católicos sobre otra anterior que se asentaba en el mismo lugar. Presenta estructura basilical de gran volumen y está dividida en tres tramos por arcos de ladrillo y cabecera poligonal con cubierta de crucería. 
Hito artístico fundamental es la Vídeo iglesia parroquial de la Purísima Concepción, obra mudéjar reconstruida en tiempos de los Reyes Católicos sobre otra anterior, que constituye una de las creaciones de su estilo más representativas de la región. Presenta estructura basilical de amplia espacialidad, dividida en tres tramos por arcos de ladrillo y cabecera poligonal con cubierta de crucería. La cubierta es a dos planos, es decir, con una sola limatesa, y rica ornamentación en la que destaca el escudo de Carlos I, la pila bautismal, de alabastro muy trabajado, es de Juan Bautista Vázquez el Viejo; el retablo mayor es un ejemplo de pieza clasicista del siglo XVII.

## El exterior
Llama la atención la adaptación del edificio a las irregularidades del terreno, y sobre todo su atractiva torre de estilo mudéjar. La planta está dividida en tres cuerpos con variada decoración cada uno, de ladrillo aplantillado o encalado, donde ya apunta los indicios de su estilo renacentista. Tiene especial interés el campanario por su rica y elegante composición, en el que se abren 24 vanos, seis por cada fachada. La torre está rematada por un capitel. Es uno de los ejemplos más representativos del estilo mudéjar en Extremadura.